# Albelda de Iregua
Albelda de Iregua település Spanyolországban, La Rioja autonóm közösségben. Albelda de Iregua Alberite, Clavijo, Lardero, Nalda, Entrena és Sorzano községekkel határos. Lakosainak száma 3855 fő (2024).

## Népesség
A település népessége az elmúlt években az alábbi módon változott:
| Lakosok száma | 2355 | 2599 | 2918 | 3075 | 3394 | 3269 | 3408 | 3446 | 3591 | 3855 |
|               | 2001 | 2004 | 2007 | 2009 | 2012 | 2014 | 2017 | 2019 | 2022 | 2024 |